# Nikippé
Nikippé éliszi király a görög mitológiában

## Története
Apja Pelopsz, anyja Hippodameia. Ő maga Perszeusz fiához, Sztheneloszhoz ment feleségül. Eurüsztheusszal volt terhes, amikor Zeusz azt a kijelentést tette, hogy aki a perszeidák családjában a legközelebb megszületik, az fog minden rokona fölött uralkodni. Természetesen ezzel az Alkménétől születendő Héraklészre gondolt, akinek pár napon belül kellett volna megszületnie. A férjére féltékeny Héra azonban utasította lányát, Eileithüia-t, hogy Nikippénél azonnal indítsa meg a szülést. A beavatkozás következtében Eurüsztheusz hét hónapra született, és így lett a nagy erejű hős rokonának parancsolója, majd annak halála után, családjának ádáz ellensége.